# Raionul Vinița, Vinița
Vinița (în ucraineană Вінницький район, transliterat: Vinnîțkîi raion) este un raion în regiunea Vinița, Ucraina. Are reședința la Vinița.
Are o suprafață de 6.903,55 km². Populația este de 647.966 locuitori, determinată în 1 ianuarie 2022, prin estimare[*].